# Związek Obrońców Wolności
Związek Obrońców Wolności – polska organizacja młodzieżowa działająca na terenie Białoruskiej Socjalistycznej Republiki Radzieckiej w latach 1945–1948.

## Historia
Organizacja powstała w 1945 r. na ziemiach wcielonych do ZSRR po II wojnie światowej. Jej założycielem był Zygmunt Stachowicz ps. „Żmudzin”, zastępcami Ryszard Snarski ps. „Soroka” i Leonard Kronkiewicz ps. „Topola”. Członkowie organizacji korzystali z opieki duchowej siedmiu księży katolickich, którym przewodził ks. Wacław Jaziewicz ps. „Żuraw”.
Organizacja nie stawiała sobie celów związanych z działalnością bojową. Zajmowała się umacnianiem świadomości narodowej Polaków na ziemiach włączonych do ZSRR poprzez organizację tajnego nauczania (w zakresie języka polskiego, historii Polski i religii), opiekę nad miejscami historycznymi oraz wspieranie polskiej ludności poprzez udzielanie pomocy materialnej i wsparcia dla rodzin osób aresztowanych. Komórki organizacji powstały w kilku miastach Białoruskiej Socjalistycznej Republiki Radzieckiej. Pierwszymi członkami ZOW byli uczniowie liceów i szkół zawodowych, trafiali tam zarówno mieszkańcy miast jak i wiosek, osoby pochodzące z rodzin robotników, kolejarzy i inteligencji. Członkami organizacji byli również Białorusini.
Komórki ZOW istniały w Brześciu i w Kobryniu, gdzie liczyły po ok. 40 członków. W Baranowiczach do ZOW przystąpiło ok. 12 osób. Ponadto komórki ZOW działały w Peliszczach, Załuziu, Horodcu, Nieświeżu i Niedźwiedzicy. W latach działalności ZOW przez jego szeregi przewinęło się ok. 200 osób.
Dekonspiracja ZOW nastąpiła w 1948 r., jej członkowie zostali aresztowani przez NKWD. Wielu z nich zostało skazanych przez Wojenny Trybunał Wojsk Ministerstwa Spraw Wewnętrznych Białoruskiego Okręgu Wojskowego na kary 25 lat pobytu w łagrach m.in. w Workucie i na 5 lat pozbawienia praw obywatelskich. Aresztowania i procesy sądowe członków ZOW trwały do 1952 r. Podczas pobytu na zesłaniu członkowie ZOW nie rezygnowali z oporu wobec władz sowieckich. Włączali się do akcji strajkowych na Workucie, Kołymie czy Norylsku. Część z nich zginęła podczas pobytu na zesłaniu. Udokumentowane są przypadki śmierci Jeremiego Odyńskiego i Jana Preuznera, którzy zostali zastrzeleni 27 sierpnia 1953 r. podczas próby ucieczki z kopalni nr 40 w Workucie. Po śmierci Józefa Stalina Członkowie ZOW zostali amnestionowani i pozwolono im na powrót do Brześcia i okolic. Część z uwolnionych działaczy wyjechała do Polski, niektórzy z nich zdecydowali się na pozostanie na terenach BSRR.
Śmierć Jeremiego Odyńskiego została upamiętniona na poświęconej mu tablicy pamiątkowej umieszczonej w krużganku kościoła św. Antoniego przy ul. Senatorskiej w Warszawie.